# Bộ Hiệt (頁)
Bộ Hiệt, bộ thứ 181 có nghĩa là "trang giấy" là 1 trong 11 bộ có 9 nét trong số 214 bộ thủ Khang Hy.
Trong Từ điển Khang Hy có 372 chữ (trong số hơn 40.000) được tìm thấy chứa bộ này.

## Tự hình Bộ Hiệt (頁)

Giáp cốt văn
Kim văn
Đại triện
Tiểu triện

## Chữ thuộc Bộ Hiệt (頁)
| Số nét bổ sung | Chữ Hán phồn thể                                                                 | Chữ Hán giản thể           |
| -------------- | -------------------------------------------------------------------------------- | -------------------------- |
| 0              | 頁                                                                               | 页                         |
| 2              | 頂 頃 頄                                                                         | 顶 顷                      |
| 3              | 䪱 䪲 項 順 頇 須 頉                                                             | 顸 项 顺 须                |
| 4              | 䪳 䪴 䪵 頊 頋 頌 頍 頎 頏 預 頑 頒 頓                                           | 顼 顽 顾 顿 颀 颁 颂 颃 预 |
| 5              | 䪶 䪷 䪸 䪹 䪺 䪻 䪼 䪽 䪾 頔 頕 頖 頗 領 頚 領                                  | 颅 领 颇 颈                |
| 6              | 䪿 䫀 䫁 䫂 頛 頜 頝 頞 頟 頠 頡 頢 頣 頦 頧 頨 頩 頪 頫                         | 颉 颊 颋 颌 颍 颎 颏       |
| 7              | 䫃 䫄 䫅 䫆 䫇 䫈 䫉 䫊 頤 頥 頭 頮 頯 頰 頱 頲 頳 頴 頵 頶 頷 頸 頹 頺 頻 頼 頽 | 颐 频 颒 颓 颔 颕 颖       |
| 8              | 䫋 䫌 䫍 䫎 䫏 䫐 䫑 䫒 䫓 頿 顀 顁 顂 顃 顄 顅 顆 顇 顈 顉 顊                   | 颗                         |
| 9              | 䫔 䫕 䫖 䫗 䫘 䫙 䫚 䫛 䫜 䫝 頾 顋 題 額 顎 顏 顐 顑 顒 顓 顔 顕                | 题 颙 颚 颛 颜 额          |
| 10             | 䫞 䫟 䫠 䫡 䫢 䫣 䫤 䫥 䫦 䫧 顖 顗 願 顙 顚 顛 顜 顝 類                         | 颞 颟 颠 颡                |
| 11             | 䫨 䫩 䫪 䫫 顟 顠 顡 顢 顣                                                       |                            |
| 12             | 䫬 䫭 䫮 䫯 䫰 䫱 顤 顥 顦 顧 顨                                                 | 颢 颣                      |
| 13             | 䫲 䫳 䫴 顩 顪 顫                                                                | 颤                         |
| 14             | 顬 顭 顮 顯                                                                      | 颥                         |
| 15             | 䫵 䫶 顰 颦                                                                      |                            |
| 16             | 䫷 顱 顲                                                                         |                            |
| 17             |                                                                                  | 颧                         |
| 18             | 顳 顴                                                                            |                            |